# Oxyteleia panchganii
Oxyteleia panchganii är en stekelart som först beskrevs av Mani 1975.  Oxyteleia panchganii ingår i släktet Oxyteleia och familjen Scelionidae. Inga underarter finns listade i Catalogue of Life.